# Anomalosiphum philippinensis
Anomalosiphum philippinensis är en insektsart. Anomalosiphum philippinensis ingår i släktet Anomalosiphum och familjen långrörsbladlöss. Inga underarter finns listade i Catalogue of Life.